# Liste der Baudenkmale in Söllingen (Niedersachsen)
In der Liste der Baudenkmale in Söllingen sind alle Baudenkmale der niedersächsischen Gemeinde Söllingen aufgelistet. Die Quelle der Baudenkmale ist der Denkmalatlas Niedersachsen. Der Stand der Liste ist der 17. Juni 2022.

## Allgemein
In den Spalten befinden sich folgende Informationen:
- Lage: die Adresse des Baudenkmales und die geographischen Koordinaten. Kartenansicht, um Koordinaten zu setzen. In der Kartenansicht sind Baudenkmale ohne Koordinaten mit einem roten Marker dargestellt und können in der Karte gesetzt werden. Baudenkmale ohne Bild sind mit einem blauen Marker gekennzeichnet, Baudenkmale mit Bild mit einem grünen Marker.
- Bezeichnung: Bezeichnung des Baudenkmales
- Beschreibung: die Beschreibung des Baudenkmales. Unter § 3 Abs. 2 NDSchG werden Einzeldenkmale und unter § 3 Abs. 3 NDSchG Gruppen baulicher Anlagen und deren Bestandteile ausgewiesen.
- ID: die Objekt-ID des Baudenkmales
- Bild: ein Bild des Baudenkmales, ggf. zusätzlich mit einem Link zu weiteren Fotos des Baudenkmals im Medienarchiv Wikimedia Commons. Wenn man auf das Kamerasymbol klickt, können Fotos zu Baudenkmalen aus dieser Liste hochgeladen werden:

## Söllingen

### Gruppe: Kirchhof Söllingen
Die Gruppe hat die ID: 32631267. Ortsbildprägender historischer Ortskern mit im Kern romanischer Pfarrkirche, dem Gelände des alten Kirchhofes mit Einfriedung und Gefallenendenkmal, sowie einem Pfarrhaus vom Beginn des 19. Jh.

| Lage                                          | Bezeichnung        | Beschreibung | ID       | Bild           |
| --------------------------------------------- | ------------------ | --- | -------- | -------------- |
| Am Bullerberg 1 a 52° 5′ 30″ N, 10° 55′ 36″ O | St.-Nicolai-Kirche | Saalkirche in geschlämmten Bruchsteinmauerwerk mit geradem Chorschluss und quadratischen, im Süden eingezogenen Westturm. Langhaus unter schlichtem Satteldach, große Rundbogenfenster mit schrägen Gewänden. Am Chor zugesetztes Portal sowie Rundbogen- und Rundfenster. Westturm mit westlichen Zugang mit Korbbogen, Turmschaft mit Segmentbogenfenstern sowie Schallarkaden mit Teilungssäulchen, westlich eingelassene Turmuhr, oberer Abschluss mit Walmdach. Im Inneren Tonnengewölbe mit drei Stichkappen, im Chor Kreuzgratgewölbe. | 32678306 | Weitere Bilder |
| Am Bullerberg 1 a 52° 5′ 30″ N, 10° 55′ 37″ O | Kirchhof           | | 32678340 | BW             |
| Am Bullerberg 1 a 52° 5′ 30″ N, 10° 55′ 38″ O | Kriegerdenkmal     | | 32678323 |                |
| Am Bullerberg 1 52° 5′ 31″ N, 10° 55′ 34″ O   | Pfarrhaus          | Zweigeschossiges Fachwerkhaus auf Kalkstein-Kellersockel unter Halbwalmdach in Ziegelpfannendeckung. Fachwerkgefüge mit zweifeldigen Streben und doppelter Verriegelung, südlich achsenmittiger Zugang hinter Freitreppe. Dachüberstand auf Konsolen, westliches Giebelfeld in vertikaler Holzschalung, rückwärtige Fassade komplett in Krempziegelbehang. | 32678289 |                |

### Baudenkmale (Einzeln)
| Lage                                                | Bezeichnung               | Beschreibung | ID       | Bild |
| --------------------------------------------------- | ------------------------- | --- | -------- | ---- |
| Hauptstraße 17 52° 5′ 36″ N, 10° 55′ 33″ O          | Wohn-/ Wirtschaftsgebäude | Langgestrecktes, zweigeschossiges Fachwerkhaus auf verputztem Natursteinsockel unter Schopfwalmdach in Ziegelpfannendeckung. Achsenmittiger Zugang hinter Freitreppe, Fachwerkgefüge verändert, mit dreifeldigen Streben sowie zweifacher Verriegelung. Rückwärtig teils noch erhaltene gebogene Streben, Traufen auf Konsolstücken. Östlich angebauter zweigeschossiger Fachwerkbau auf Natursteinsockel unter Satteldach als Stallgebäude. | 32678074 | BW   |
| Hauptstraße 19 52° 5′ 34″ N, 10° 55′ 32″ O          | Wohnhaus                  | Zweigeschossiger Fachwerkbau auf hohem Natursteinsockel (Bruch- und Werksteine) unter Schopfwalmdach in Ziegelpfannendeckung. Südlich hofseitiger achsenmittiger Zugang, Fachwerkgefüge mit zweifeldigen Streben sowie gestrichenen Ziegelausfachung. Gebälk mit Bohlenverbretterung, westliches Giebelfeld in Ziegelpfannenbehang. | 32678093 | BW   |
| Hauptstraße 32 52° 5′ 21″ N, 10° 55′ 31″ O          | Wohnhaus                  | Zweigeschossiger Fachwerkbau unter Schopfwalmdach in Ziegelpfannendeckung. Vorkragendes OG sowie profilierte Gebälkzone. Fachwerkgefüge mit zweifeldigen Eckaussteifungen und teilweise Fußstreben, Ausfachungen mit Lehmstakung. Westlich späterer Stallanbau. Giebelseiten in Verschalung, westlich teils massiv unterfangen. | 32678112 | BW   |
| Hauptstraße 46 52° 5′ 23″ N, 10° 55′ 28″ O          | Wohnhaus                  | Zweigeschossiges, giebelständiges Fachwerkhaus auf Ziegelsockel unter nach Osten halb abgewalmten Satteldach in Krempziegeldeckung. Achsenmittiger Hauptzugang mit gründerzeitlicher Tür hinter Pyramidentreppe. Fachwerkgefüge mit zweifeldigen Streben und einfacher Verriegelung. Vorkragendes OG über verziertem Gebälk mit Schiffskehlen, Taubändern, Kerbschnitt, profiliertem Balkenköpfen und Schwellinschrift. OG mit Fußstrebenpaaren in den Brüstungsgefachen, Dachüberstand auf geschnitzten Konsolen. Zum Osten OG und Giebelfeld in Ziegelbehang. | 32678131 | BW   |
| Hauptstraße 55 52° 5′ 32″ N, 10° 55′ 28″ O          | Wohnhaus                  | Zweigeschossiger Fachwerkbau auf hohem Ziegelsockel unter Halbwalmdach in Ziegelpfannendeckung mit Aufschieblingen. Symmetrisches Fachwerkgefüge mit zweifeldigen Streben sowie zweifacher Verriegelung, Ausfachung in gestrichener Ziegelsichtausfachung. Gebälk in profilierter Ausgestaltung sowie Inschrift am südlichen Schwellriegel „Wilhelmine Sophie Webern 1808“. Zur Südseite zwei Zugänge, Nordseite im EG massiv ersetzt. | 32678235 | BW   |
| Schulstraße 1 52° 5′ 32″ N, 10° 55′ 31″ O           | Wohnhaus                  | Zweigeschossiges und traufständiges Fachwerkhaus auf niveauausgleichenden Kellersockel in Ziegelblendmauerwerk unter Satteldach in Ziegelpfannendeckung. Achsenmittiger südlicher Zugang, Fachwerkgefüge mit gekuppelten Ständern, zweifeldigen Streben und verputzter Ausfachung. Gebälk als Profilgesims verbrettert. | 32678389 | BW   |
| Schulstraße 30 a 52° 5′ 29″ N, 10° 55′ 30″ O        | Schule                    | | 32678473 | BW   |
| Westenfelderstraße 12 a 52° 5′ 10″ N, 10° 55′ 32″ O | Windmühle                 | Konische Turmwindmühle aus Bruchsandsteinmauerwerk mit Laibungen aus Backsteinen, drehbare Turmhaube mit Windrose, Flügelkreuz ehem. für Segelbespannung (nicht funktionsfähig), umgebaut zu einem Wohnhaus. | 32678493 |      |
| L 77 52° 5′ 47″ N, 10° 55′ 51″ O                    | Dammbachbrücke            | Eisenbahnbrücke als Bogenbrücke am nördlichen Ortsrand von Söllingen. Sandsteinquadermauerwerk, drei gestaffelte Rundbögen unter Fahrbahnplatte, seitliche Dreieckswangen an Widerlagern. Unter mittleren Bogen verläuft der Dammbach. | 32678038 |      |
| 52° 6′ 12″ N, 10° 56′ 18″ O                         | Eisenbahnbrücke           | Eisenbahnbrücke aus Naturstein-Quadermauerwerk. Brückenbogen mit Werksteinverzahnung, seitliche Flügel in dreieckiger Form, oberer Abschluss mit profiliertem Gesims. Die Fahrbahnplatte flankiert eine schlichte gusseiserne Brüstung. | 32680417 | BW   |

## Dobbeln

### Gruppe: Dorfstraße 4
Die Gruppe hat die ID: 32631531.

| Lage                                    | Bezeichnung  | Beschreibung | ID       | Bild |
| --------------------------------------- | ------------ | --- | -------- | ---- |
| Dorfstraße 4 52° 6′ 11″ N, 10° 54′ 7″ O | Wohnhaus     | Doppelwohnhaus einmal als eingeschossiger und als zweigeschossiger Fachwerkbau auf Kalksteinsockel unter Sattel/Halbwalmdach in Krempziegeldeckung. Wohnhaus Ost von um 1800-1840, mit südlichen achsenmittigen Zugang hinter Freitreppe. Wohnhaus West um 1860-1880 errichtet, mit südlichen Zwerchhaus über außermittigen Zugang. Symmetrisches Fachwerkgefüge mit geschosshohen Streben sowie Ziegelsichtausfachung. | 32680131 | BW   |
| Dorfstraße 4 52° 6′ 10″ N, 10° 54′ 7″ O | Nebengebäude | Zweigeschossiger, auf winkelförmigen Grundriss und teils in Naturstein, teils in Fachwerk errichteter Bau unter Satteldach in Krempziegeldeckung. Ausfachung teils verputzt, teils in Ziegelsichtsetzung, hofseitig zahlreiche Wirtschaftsöffnungen. | 32680148 | BW   |

### Gruppe: Kirchhof Dobbeln
Die Gruppe hat die ID: 32631564. Ortsbildprägender historischer Ortskern mit Kirche, dem Gelände des Kirchhofes, sowie dem Pfarrhof und einem benachbarten Fachwerkgebäude.

| Lage                                         | Bezeichnung      | Beschreibung | ID       | Bild           |
| -------------------------------------------- | ---------------- | --- | -------- | -------------- |
| Schulberg 52° 6′ 14″ N, 10° 54′ 11″ O        | St.-Petri-Kirche | Rechteckiger Saalbau in Kalkstein-Schichtmauerwerk mit geradem Chorschluss unter Walmdach sowie Westturm. Langhaus mit umlaufendem Sohlbankgesims und Traufgesims in Werkstein, überstabte Rundbogenfenster mit Ziegelstürzen und geometrischer neugotischer Fensterversprossung. Chorschluss mit überstabten Rundbogenportal und flankierenden Rundbogenfenstern mit Oculi. Turm mit Westportal gestaffelt in Rundbögen gefasst, mit Sturz mit Schulterbogen. Schiefergedecktem Knickhelm, rundherum Dachgauben mit Pyramidendächern mit Knauf sowie eingelassenen Uhren-Ziffernblättern. Wetterfahne mit Inschrift „HEIR 1768“ und dem braunschweigischen Pferd. | 32680256 | Weitere Bilder |
| Schulberg 52° 6′ 14″ N, 10° 54′ 11″ O        | Kirchhof         | | 32680273 | BW             |
| Pfarrweg 2 52° 6′ 15″ N, 10° 54′ 12″ O       | Pfarrhaus        | Zweigeschossiger Fachwerkbau auf hohem Natursteinsockel unter Walmdach in Ziegelpfannendeckung. Südseite mit achsenmittigen Zugang hinter Freitreppe mit Hochpodest, symmetrisches Fachwerkgefüge mit zweifacher Verriegelung und zweifeldigen Streben sowie verputzter Ausfachung. Westseite in Krempziegelbehang. | 32680202 | BW             |
| Pfarrweg 3 / 3 a 52° 6′ 13″ N, 10° 54′ 13″ O | Wohnhaus         | Zweigeschossiges Fachwerkgebäude auf Natursteinsockel unter Halbwalmdach in Krempziegeldeckung. Auf Südseite zwei Eingänge mit Freitreppen, symmetrisches Fachwerkgefüge mit zweifeldigen Streben und verputzter Ausfachung. Westgiebel sowie Nordost-Ecke massiv verändert. Ostteil wohl jünger. | 32680219 | BW             |

### Baudenkmale (Einzeln)
| Lage                                       | Bezeichnung        | Beschreibung | ID       | Bild |
| ------------------------------------------ | ------------------ | --- | -------- | ---- |
| An der Wiese 1 52° 6′ 10″ N, 10° 54′ 13″ O | Wohnhaus           | Zweigeschossiger Fachwerkbau auf hohem Natursteinsockel unter Schopfwalmdach in Krempziegeldeckung. Zur Südseite achsenmittiger Zugang hinter zweiläufiger Freitreppe mit Hochpodest. Symmetrisches Fachwerkgefüge mit zweifeldigen Streben, doppelter Verriegelung und gekuppelten Ständern, verputzte Ausfachung. Inschrift „Zum Lindenhof erbaut 1823“. Hauptgebäude sind Lindenbäume vorgelagert, zur Ostseite Anbau von um 1915.   | 32680112 | BW   |
| Dorfstraße 5 52° 6′ 13″ N, 10° 54′ 4″ O    | Wohnhaus           | Zweigeschossiger Fachwerkbau auf Natursteinsockel unter Schopfwalmdach in Krempziegeldeckung. Symmetrischer Fassadenaufbau, achsenmittiger südlicher Zugang, Fachwerkgefüge mit zweifacher Verriegelung und geschosshohen, nach innen geneigten Streben, Ausfachungen verputzt. Nord- und Südseite mit achsenmittigen Schweifgiebel sowie flankierenden kleinen Fledermausgauben. Auf Westseite eingeschossiger moderner Wohnhausanbau. | 32680165 | BW   |
| Pfarrweg 4 52° 6′ 12″ N, 10° 54′ 13″ O     | Wohnhaus           | Zweigeschossiges Wohnhaus als Ziegelbau auf hohen Naturstein-Kellersockel unter flachgeneigtem Walmdach. Bau durch Seitenrisalite hervorgehoben, dort gekuppelte Fenster, leicht außermittiger südlicher Eingang hinter Freitreppe. Annähernd symmetrische Fassade, teils überstabte und teils stuckgefasste Segmentbogenfenster. Durchgehendes Sohlbankgesims im OG.                                                                   | 32680236 | BW   |
| Schulberg 2 52° 6′ 12″ N, 10° 54′ 8″ O     | Schule             | Eingeschossiger, giebelständiger roter Ziegelbau auf Natursteinsockel unter Satteldach in Krempziegeldeckung. Südseite mit Eingangsrisalit mit Zwerchhaus, schlichte Durchfensterung mit Rundbogenfenstern, teils zugesetzt. Giebelseitige Ziegelziersetzungen. Seit 1982 zu Wohnzwecken umgenutzt. | 32680324 |      |
| Schulberg 9 52° 6′ 12″ N, 10° 54′ 11″ O    | Wirtschaftsgebäude | | 32680343 | BW   |
| Südstraße 5 52° 6′ 7″ N, 10° 54′ 8″ O      | Wohnhaus           | Zweigeschossiger Fachwerkbau auf Natursteinsockel unter Schopfwalmdach in Krempziegeldeckung. Südseite mit leicht außermittigen Zugang, ehemals hinter hölzernem Windfang. Symmetrisches Fachwerkgefüge mit zweifeldigen Streben und verputzten Ausfachung, Westgiebel in Ziegelpfannenbehang. | 32680363 | BW   |

## Ingeleben

### Gruppe: Am Spring 1/Ingostr. 1, 2
Die Gruppe hat die ID: 32628316. Straßenbildwirksame Gruppe gleichartiger schlichter Fachwerkwohnhäuser des 19. Jh.

| Lage                                     | Bezeichnung          | Beschreibung | ID       | Bild |
| ---------------------------------------- | -------------------- | --- | -------- | ---- |
| Am Spring 1a 52° 6′ 28″ N, 10° 52′ 17″ O | Landarbeiterwohnhaus | Zweigeschossiges Fachwerk-Doppelhaus auf Natursteinsockel unter Satteldach in Krempziegeldeckung. Zur Südseite zwei der Mittelachse nach ausgerichtete Zugänge hinter zweiläufiger Freitreppe mit Hochpodest aus Sandstein. Symmetrisches Fachwerkgefüge mit geschosshohen Streben, einfacher Verriegelung sowie Ziegelsichtausfachung. Westgiebel komplett in Ziegelpfannenbehang.                                                   | 32644561 | BW   |
| Ingostraße 1 52° 6′ 29″ N, 10° 52′ 16″ O | Landarbeiterwohnhaus | Zweigeschossiges Fachwerkhaus auf Rogensteinsockel mit Ziegelkopfschicht unter Satteldach in Krempziegeldeckung. Nördlicher achsenmittiger Zugang hinter zweiläufiger Sandsteintreppe, symmetrisches Fachwerkgefüge mit Ziegelsichtausfachung. | 32644847 | BW   |
| Ingostraße 2 52° 6′ 29″ N, 10° 52′ 18″ O | Landarbeiterwohnhaus | Zweigeschossiges, traufständiges und teilunterkellertes Fachwerkhaus auf Natursteinsockel unter Schopfwalmdach in Krempziegeldeckung. Straßen- und Hofseitig außermittige Zugänge, symmetrisches Fachwerkgefüge mit zweifeldigen Streben und einfacher Verriegelung, Lehmausfachung mit Glattputz. Schwelle im EG massiv ersetzt, Erweiterung des Hauses nach Westen um zwei Achsen. Giebelseiten in ganzflächigen Krempziegelbehang. | 32644864 | BW   |

### Gruppe: Burgstraße
Die Gruppe hat die ID: 32628339. Ortszentrale Straßenbebauung mit Wohn- und Wirtschaftsgebäuden des 18. bis Anfang des 20. Jh.

| Lage                                       | Bezeichnung | Beschreibung | ID       | Bild |
| ------------------------------------------ | ----------- | --- | -------- | ---- |
| Burgstraße 1 52° 6′ 23″ N, 10° 52′ 21″ O   | Wohnhaus    | Zweigeschossiges queraufgeschlossenes Fachwerkgebäude auf verputztem Sockel unter Halbwalmdach in Ziegelpfannendeckung. Zu Nordseite achsenmittiger Eingang hinter Pyramidentreppe, symmetrisches Fachwerkgefüge mit zweifeldigen Streben und zweifacher Verriegelung, Ausfachungen in gestrichener Ziegelsetzung. Ehemaliges Haupthaus eines Halbspännerhofes. | 32644630 | BW   |
| Burgstraße 1 52° 6′ 24″ N, 10° 52′ 22″ O   | Scheune     | Zweigeschossiges Fachwerkgebäude auf Natursteinquadersockel unter Schopfwalmdach in Ziegelpfannendeckung. EG und OG teils massiv erneuert. Zur Hofseite zahlreiche Wirtschaftsöffnungen. | 32644613 | BW   |
| Burgstraße 2 52° 6′ 24″ N, 10° 52′ 20″ O   | Wohnhaus    | Zweigeschossiges, giebelständiges Fachwerkhaus auf verputztem Sockel unter Satteldach in Krempziegeldeckung. Achsenmittiger Zugang sowie über profiliertem Gebälk vorkragendem OG. Fachwerkgefüge im EG in Ziegelsichtsetzung, oben verputzt. Westlich eineinhalbgeschossiger Fachwerkanbau mit Ziegelsichtausfachung auf höherem Natursteinsockel, Giebeldreieck in Krempziegelbehang. Östlich Fachwerkanbau mit Ziegelsichtausfachung mit vorkragendem OG über Sichtgebälk ohne Füllhölzer. Südostecke leicht abgeschrägt, Ostgiebel im EG massiv in Ziegelmauerwerk. | 32644647 | BW   |
| Burgstraße 3 52° 6′ 23″ N, 10° 52′ 20″ O   | Wohnhaus    | Zweigeschossiges Fachwerkgebäude auf verputztem Sockel unter Satteldach in Ziegelpfannendeckung (Frankfurter Pfannen). Südlich achsenmittiger Zugang, Fachwerkgefüge im EG mit gekuppelten Ständern, über profiliertem Gebälk leicht vorkragendes OG mit oblongen Gefachen, mit Rauputz verputzte Ausfachungen. | 32644666 | BW   |
| Zum Föhrberg 1 52° 6′ 25″ N, 10° 52′ 21″ O | Scheune     | Fachwerkgebäude auf hohem Natursteinsockel unter nach Norden auskragendem Satteldach. Zur Nordseite hin Fachwerk mit Ziegelsichtausfachung, zur Südseite Natursteinmauerwerk mit Drempel sowie zwei Querdurchfahrten hinter Rolltoren. Auf Nordseite Jahrestafel mit der Datierung „1830“. | 32644685 | BW   |

### Gruppe: Friedhof Ingeleben
Die Gruppe har die ID: 32628382.

| Lage                                   | Bezeichnung | Beschreibung | ID       | Bild |
| -------------------------------------- | ----------- | ------------ | -------- | ---- |
| Ingostraße 52° 6′ 31″ N, 10° 52′ 27″ O | Friedhof    |              | 32644812 | BW   |
| Ingostraße 52° 6′ 30″ N, 10° 52′ 26″ O | Grabstein   |              | 32693461 | BW   |
| Ingostraße 52° 6′ 30″ N, 10° 52′ 26″ O | Grabstein   |              | 32693425 | BW   |
| Ingostraße 52° 6′ 30″ N, 10° 52′ 26″ O | Grabstein   |              | 32693333 | BW   |

### Gruppe: Ingostraße 9
Die Gruppe hat die ID: 32628394. Regionaltypische, stattliche vierseitige Hofanlage der zweiten Hälfte des 19. Jh. mit repräsentativ gestaltetem Wohnhaus und mächtigen Wirtschaftsflügeln.

| Lage                                     | Bezeichnung        | Beschreibung | ID       | Bild |
| ---------------------------------------- | ------------------ | --- | -------- | ---- |
| Ingostraße 9 52° 6′ 29″ N, 10° 52′ 30″ O | Wohnhaus           | Zweigeschossiger, traufständiger Massivbau auf Elmkalksteinsockel unter flachem Walmdach in Ziegelpfannendeckung. Nord und Südfassade durch Seitenrisalite mit Frontispitz hervorgehoben. Im EG Rundbogenfenster, im OG scheitrecht und überdacht, gekuppelt in den Risaliten. Profiliertes und umlaufendes Sohlbankgesims, oberer Abschluss durch ein Konsolgesims. Diverse Werksteineinfassungen aus Betonguss. Rückwärtige Fassadengestaltung gleichwertig, mit achsenmittigen Hauptzugang. Im Vorgarten ursprünglich bauzeitliche Veranda, modern überformt. | 32644898 | BW   |
| Ingostraße 9 52° 6′ 31″ N, 10° 52′ 30″ O | Wirtschaftsgebäude | Hinter dem Wohnhaus in Hufeisenform um den Wirtschaftshof angelegte eineinhalbgeschossige massive Wirtschaftsflügel in Ziegelmauerwerk unter Satteldächern. Zum Hof zahlreiche Wirtschaftsöffnungen, Segmentbogenfenster, Ziegelziersetzungen im Trauf- und Ortgangbereich. | 32644915 | BW   |

### Gruppe: Kirchhof Ingeleben
Die Gruppe hat die ID: 32628407. Ortsbildprägender historischer Ortskern mit Pfarrkirche, dem Gelände des Kirchhofs, sowie Pfarrhaus und Pfarrwitwenhaus.

| Lage                                        | Bezeichnung           | Beschreibung | ID       | Bild           |
| ------------------------------------------- | --------------------- | --- | -------- | -------------- |
| Am Bullerberg 52° 6′ 28″ N, 10° 52′ 23″ O   | St.-Nikolaus-Kirche   | Rechteckiger Saalbau in geschlämmten Bruchsteinmauerwerk unter Satteldach mit Deckung in Frankfurter Pfannen sowie rundem Chorschluss und Westturm. Im Langhaus Rundbogenfenster, eingezogener Chor mit eingelassenem Zugang unter schiefergedecktem halben Kegeldach. Südseite mit eingeschossiger Eingangsvorhalle unter Walmdach (früher Leichenhaus). Westturm auf querrechteckigem Grundriss mit Rundbogenfenstern, nach oben hin verjüngend mit flankierenden schiefergedeckten Pultdächern, eingezogenes Glockengeschoss mit regelmäßigen Natursteinquadermauerwerk sowie rundbogigen Klangarkaden, bekrönt von einem schiefergedeckten Knickhelm mit Uhrenhäuschen. | 32644932 | Weitere Bilder |
| Am Bullerberg 52° 6′ 27″ N, 10° 52′ 24″ O   | Kirchhof              | | 32644949 | BW             |
| Am Bullerberg 4 52° 6′ 26″ N, 10° 52′ 24″ O | Pfarrhaus             | Zweigeschossiger Fachwerkbau auf Natursteinsockel unter Schopfwalmdach in Deckung mit Frankfurter Pfannen. Südliche Fassade vollständig in rechteckigem Betonfaserplattenbehang. Westliche Giebelseite bis auf Sockel in Ziegelpfannenbehang. Nördliche Traufseite mit Sichtfachwerk, dort zweifeldige Streben, Ausfachungen in gestrichener Ziegelsetzung im EG, im OG verputzt. Zu Ostseite eingeschossiger Fachwerkanbau von um 1912, ebenfalls unter Schopfwalmdach. | 32644984 | BW             |
| Am Bullerberg 3 52° 6′ 28″ N, 10° 52′ 25″ O | ehem. Pfarrwitwenhaus | Zweigeschossiges, zum Kirchhof traufständiges langgezogenes Fachwerkhaus unter Halbwalmdach in Krempziegeldeckung. Zur Südseite ursprünglich achsenmittiger Hauptzugang, Fachwerkgefüge in Stockwerkbauweise mit zweifeldigen Streben und verputzter (teils Lehm-) Ausfachung. Westlich Anbau in Geschossbauweise auf höherem Sockel mit dreifeldiger Verstrebung, Ausfachungen hier in gestrichener Ziegelsetzung. Giebelseiten vollständig in Ziegelpfannenbehang. | 32644967 | BW             |

### Gruppe: Kirchweg 5
Die Gruppe har die ID: 32628421. Vierseitige Hofanlage als Fachwerkbaugruppe mit Wohn- und Wirtschaftsgebäuden des 19. Jh.

| Lage                                   | Bezeichnung | Beschreibung | ID       | Bild |
| -------------------------------------- | ----------- | --- | -------- | ---- |
| Kirchweg 5 52° 6′ 22″ N, 10° 52′ 23″ O | Wohnhaus    | Zweigeschossiges unterkellertes Fachwerkgebäude auf Natursteinsockel unter Halbwalmdach in Krempziegeldeckung. Zur Ostseite achsenmittiger Zugang hinter vorgelagerter Treppe unter Pultdach, symmetrisches Fachwerkgefüge mit zweifeldigen Streben und Ziegelsichtausfachung, Gebälk mit leicht profilierten Füllhölzern gestaltet. | 32645505 | BW   |
| Kirchweg 5 52° 6′ 22″ N, 10° 52′ 25″ O | Scheune     | Fachwerkbau auf Natursteinsockel unter Schopfwalmdach in Krempziegeldeckung. Fachwerkgefüge mit Lehmsteinausfachung unter Rauputz, teilweise erneuert. Längsseitige, als Wagenschauer mit offenen Gefachen gebaute Scheunendurchfahrt mit Einfahrtstor von Osten, dort Schwellinschrift mit Datierung „1837“. Zum Westen mehrere Stallanbauten mit Ziegelsichtausfachung.                                                                           | 32644510 | BW   |
| Kirchweg 5 52° 6′ 22″ N, 10° 52′ 25″ O | Scheune     | Zweigeschossiger Fachwerkbau auf Natursteinsockel unter Schopfwalmdach in Krempziegeldeckung. Fachwerk südlich in Ziegelmauerwerk unterfangen, Ausfachungen tw. erneuert. Zur Nordseite hölzerne Galerie auf Stützen mit Kopfbändern und offener Brüstung mit Andreaskreuzen. Ostscheune mit abgeschrägten Ecke angebaut, auf Natursteinsockel mit gestrichener Ziegelsichtausfachung. Südstall um 1800, und die Ostscheune um 1850-1870 errichtet. | 32645001 | BW   |

### Gruppe: Vensleber Weg 3, 3a
Die Gruppe hat die ID: 32628303

| Lage                                          | Bezeichnung      | Beschreibung | ID       | Bild |
| --------------------------------------------- | ---------------- | --- | -------- | ---- |
| Vensleber Weg 3 52° 6′ 24″ N, 10° 52′ 16″ O   | Stützmauer       | Zum Teil hohe, wehrhaft anmutende Stützmauer aus Natursteinquadermauerwerk mit abgeschrägten Wandvorlagen. Zwei Treppenanlagen zwischen den Hofbereichen und der Straße „Am Spring“. | 32645154 | BW   |
| Vensleber Weg 3 52° 6′ 24″ N, 10° 52′ 16″ O   | Wohnhaus         | Zweigeschossiger, traufständiger Fachwerkbau auf Natursteinsockel unter Halbwalmdach in Krempziegeldeckung. Symmetrisches Fachwerkgefüge mit zweifeldigen Streben sowie zweifacher Verriegelung, verputzte Lehmstein-Ausfachung. Westseite im EG massiv ersetzt, achsenmittige Querdurchgangsdiele, westlich mit modernen Vorbau. Stark profiliertes hölzernes Ortgang- und Traufgesims, das um Gebäudeecken herumgeführt wird. Im westlichen Balken Inschrift mit Datierung „1814“, im Osten Jahrestafel mit Datierung „1815“. Im Norden alter Gewölbekeller, im Inneren bauzeitliche wandfeste Ausstattung. | 32645131 | BW   |
| Vensleber Weg 3 52° 6′ 23″ N, 10° 52′ 14″ O   | Kuhstall         | | 32645241 | BW   |
| Vensleber Weg 3 52° 6′ 24″ N, 10° 52′ 13″ O   | Scheune          | Große östliche Scheune aus Natursteinmauerwerk mit Ziegeltraufgesims unter Satteldach in Ziegelpfannendeckung. Querdurchfahrten bilden gleichzeitig auch Hofzufahrt. Erbaut wohl Ende 19. Jh. | 32645220 | BW   |
| Vensleber Weg 3 52° 6′ 24″ N, 10° 52′ 14″ O   | Mistlege         | | 32691917 | BW   |
| Vensleber Weg 3 52° 6′ 25″ N, 10° 52′ 15″ O   | Stall            | Zweigeschossiger Ziegelbau auf L-förmigen Grundriss unter Satteldach. Gliederung durch Lisenen und aufwendige Gesimse und Friese sowie Ziegelziersetzungen entlang der Ortgänge. Hofseitige Ladeluken im OG, Fenster und Tor mit Segmentbögen. Erbaut um 1900. | 32645199 | BW   |
| Vensleber Weg 3 a 52° 6′ 26″ N, 10° 52′ 14″ O | Scheune          | Queraufgeschlossene Scheune aus Natursteinmauerwerk unter Satteldach, Traufgesims aus Ziegelziersetzung. Erbaut Ende 19. Jh. | 32645287 | BW   |
| Vensleber Weg 3 a 52° 6′ 27″ N, 10° 52′ 15″ O | Stall            | Eineinhalbgeschossiger Natursteinbau unter Satteldach. Traufgesims und Fenstereinfassungen in Ziegelziersetzung, ursprünglich als Schafstall genutzt. Erbaut Ende des 19. Jh. | 32645265 | BW   |
| Vensleber Weg 3 a 52° 6′ 26″ N, 10° 52′ 16″ O | Landarbeiterhaus | Zweigeschossiger Fachwerkbau auf Natursteinsockel unter Schopfwalmdach in Ziegelpfannendeckung. Veränderter, achsenmittiger Zugang, symmetrisches Fachwerkgefüge mit geschosshohen Streben sowie zweifacher Verriegelung, verputzte Ausfachung. Gebälk als Profilschwelle ausgestaltet. EG im Norden und Westen massiv unterfangen. OG und Giebelfeld im Westen in Krempziegelbehang. | 32645177 | BW   |

### Baudenkmale (Einzeln)
| Lage                                             | Bezeichnung | Beschreibung | ID       | Bild |
| ------------------------------------------------ | ----------- | --- | -------- | ---- |
| Im Winkel 1 52° 6′ 22″ N, 10° 52′ 30″ O          | Wohnhaus    | Zweigeschossiges, traufständiges und teilunterkellertes Fachwerkgebäude auf hohem Natursteinsockel unter Schopfwalmdach in Krempziegeldeckung. Südseite mit außermittigen Zugang hinter zweiläufiger Sandsteintreppe mit Vordach, symmetrisches Fachwerkgefüge mit gekuppelten Ständern, zweifeldigen Streben und einfacher Verriegelung. Leicht vorkragendes OG über im Profil ausgestalteten Gebälk, Ausfachung in kunstvoller Ziegelziersetzung. Giebel und Nordseite mit Ausfachungen in Rauputz, teils gebogene Streben. EG teils massiv unterfangen und ganzflächig verputzt. | 32644775 | BW   |
| Kurze Straße 2 52° 6′ 19″ N, 10° 52′ 32″ O       | Wohnhaus    | Zweigeschossiger Fachwerkbau auf Natursteinsockel unter Schopfwalmdach in Krempziegeldeckung. Nördliche Ausfachung mit Lehmstakung, teilweise mit Ziegelsetzung erneuert, zur Südseite vollständig mit Ziegelausfachung. Aussteifung mit geschosshohen Streben, einfache Verriegelung, profilierte Füllhölzer. Östliche Giebelseite im EG massiv und vollflächig verputzt, OG in Ziegelpfannenbehang. | 32645018 | BW   |
| Neinstedter Straße 3 52° 6′ 19″ N, 10° 52′ 26″ O | Wohnhaus    | Zweigeschossiger Fachwerkbau auf verputzten Natursteinsockel unter Schopfwalmdach in Krempziegeldeckung. Zur Südseite achsenmittiger Zugang hinter Pyramidentreppe, Fachwerkgefüge dort mit gekuppelten Ständern. Restliches Fachwerkgefüge mit zweifeldigen Streben, im EG zweifacher und im OG einfacher Verriegelung, Süd- und Ostseite in Ziegelsichtausfachung, nördlich verputzt. Westliche Giebelseite komplett in Ziegelpfannendeckung. | 32645037 | BW   |
| Zum Föhrberg 2 52° 6′ 26″ N, 10° 52′ 23″ O       | Wohnhaus    | Zweigeschossiger, traufständiger Fachwerkbau auf Natursteinsockel unter hohen Schopfwalmdach in Krempziegeldeckung. Symmetrisches Fachwerkgefüge mit zweifeldigen Streben und einfacher Verriegelung, teils gestrichene Ziegelsichtausfachung, zur Westseite verputzt. Nordöstlicher seitlicher Eingang hinter Sandsteintreppe, Fenster im EG mit Holzläden. Zur südöstlichen Seite zwei abgestuft niedrigere Anbauten unter Schopfwalmdach, das mittige eineinhalbgeschossig, das letztere massiv in Ziegelbauweise. Wohnhaus um 1810-1850, mittlerer Anbau um 1895, südlicher Anbau von 1910. | 32644702 | BW   |
| Zum Föhrberg 8 52° 6′ 23″ N, 10° 52′ 29″ O       | Wohnhaus    | Zweigeschossiges Fachwerkgebäude auf verputzten Feldsteinsockel unter Schopfwalmdach in Ziegelpfannendeckung. Zur Westseite ursprünglich achsenmittiger Eingang hinter vorgelagerten zweiläufigen Treppe mit Hochpodest und gusseisernen Geländer unter Pultdach. Fachwerkgefüge im EG mit gekuppelten Streben und Ziegelsichtausfachung. OG vorkragend über profilierten Gebälk mit Knaggen, dort Fußstrebenpaare sowie verputzte Ausfachung mit Lehmsteinen. Rückwärtig EG vollständige massiv unterfangen, Fachwerk im OG mit einzelnen gebogenen Streben. Zur Nordseite Anbau, Gebälk schmucklos, Ausfachung in Ziegelsichtsetzung. Wohnhaus vermutlich in zweiter Hälfte 17. Jh. errichtet, EG und nördliche Anbau von um 1860/70. | 32644721 | BW   |
| Zum Föhrberg 11 52° 6′ 20″ N, 10° 52′ 27″ O      | Wohnhaus    | Zweigeschossiges, giebelständiges Fachwerkgebäude unter Halbwalmdach in Ziegelpfannendeckung. Hofseitiger achsenmittiger Zugang hinter Pyramidentreppe, symmetrisches Fachwerkgefüge mit zweifeldigen Streben sowie Verriegelung. Nord und Südseite in Ziegelsichtausfachung, im Ostgiebel verputzt. Nördliches EG in Natursteinmauerwerk unterfangen. Westliche Giebelseite mit Krempziegelbehang. | 32644740 | BW   |

## Twieflingen

### Gruppe: Domäne Twieflingen
Die Gruppe hat die ID: 32631505

| Lage                                             | Bezeichnung        | Beschreibung | ID       | Bild |
| ------------------------------------------------ | ------------------ | --- | -------- | ---- |
| Hoiersdorfer Straße 1 52° 7′ 38″ N, 10° 55′ 8″ O | Wirtschaftsgebäude | Langgestreckter Natursteinbau im Norden des Hofes unter Schopfwalmdach in Krempziegeldeckung. Gebäudeecken durch Quaderung hervorgehoben, hofseitig zahlreiche Wirtschaftsöffnungen sowie drei gestaffelte Ladeerker. Giebel- und straßenseitig noch ältere, zum Teil zugesetzte Fenster, diese mit Segmentbogenstürzen in Ziegelziersetzung. Ostgiebel mit Rolltoren, Westgiebel mit Ladestöcken. | 32680591 | BW   |
| Hoiersdorfer Straße 1 52° 7′ 35″ N, 10° 55′ 7″ O | Wirtschaftsgebäude | Westlicher Wirtschaftsflügel in Natursteinmauerwerk unter nach Norden abgewalmten Satteldach in Krempziegeldeckung. Hofseitig zahlreiche Wirtschaftsöffnungen sowie Remisen-Kragdach. Flügel in Mitte durch Brandgiebel getrennt, wohl in zwei Bauabschnitten gefertigt. | 32680608 | BW   |
| Hoiersdorfer Straße 1 52° 7′ 34″ N, 10° 55′ 9″ O | Wallanlage         | | 32680642 | BW   |

### Gruppe: Kirchhof Twieflingen
Die Gruppe hat die ID: 32631517. Ortsbildwirksamer Kirchhof mit im Kern gotischer St.-Mauritius-Kirche mit im Ostchor eingelassenem klassizistischen Grabmal, sowie dem Gelände des Kirchhofs mit Baumbestand und einem Gefallenendenkmal von 1925.

| Lage                                     | Bezeichnung          | Beschreibung | ID       | Bild           |
| ---------------------------------------- | -------------------- | --- | -------- | -------------- |
| Westendorf 9 52° 7′ 30″ N, 10° 54′ 53″ O | St.-Mauritius-Kirche | Saalkirche mit Dreiachtel-Chorpolygon sowie gotischen Westturm. Langschiff als verputzter Massivbau mit Naturstein-Imitationen unter Satteldach in Ziegelpfannendeckung, schlichte Rundbogenfenster mit zum Teil farbiger Verglasung, im Süden Fenster mit Jahreszahl „1638“. Westturm in Bruchsteinmauerwerk auf annähernd quadratischen Grundriss, südlich Zugangsportal, Kirchenschaft mit Lichtfenstern, im Glockengeschoss rundbogige Schallarkaden mit Teilungssäulchen. Schiefergedeckter Knickhelm mit südlichen Uhrenhäuschen mit Schlagglocken. Turm im Inneren gewölbt, das Langhaus flach holzgewölbt. Im Inneren Kruzifix aus dem Jahre 1638/1639. | 32680692 | Weitere Bilder |
| Westendorf 9 52° 7′ 30″ N, 10° 54′ 54″ O | Kirchhof             | | 32680711 | BW             |

### Gruppe: Zum Elm 5 u. 6
Die Gruppe hat die ID: 32631492. Stattliche Hofanlage mit teils in Fachwerk und teils massiv errichteten Wohn- und Wirtschaftsgebäuden der ersten und der zweiten Hälfte des 19. Jh.

| Lage                                 | Bezeichnung    | Beschreibung | ID       | Bild |
| ------------------------------------ | -------------- | --- | -------- | ---- |
| Zum Elm 5 52° 7′ 31″ N, 10° 55′ 4″ O | Wohnhaus       | | 32680505 | BW   |
| Zum Elm 6 52° 7′ 31″ N, 10° 55′ 7″ O | Stall          | Zweigeschossiger Wirtschaftsflügel aus Kalksteinmauerwerk unter Satteldach in Ziegelpfannendeckung. Südliche Fassade mit außenliegenden doppelflügeligen Wirtschaftstoren unter Segmentbögen, Fenster ebenso, achsenmittig Ladestock sowie Ladeerker.                                                                | 32681352 | BW   |
| Zum Elm 6 52° 7′ 30″ N, 10° 55′ 8″ O | Scheune/Remise | Östlicher Hofflügel in Kalksteinmauerwerk unter Satteldach in Krempziegeldeckung. Zur Hofseite drei große Schiebetore unter Segmentbogenstürzen. | 32679960 | BW   |
| Zum Elm 6 52° 7′ 29″ N, 10° 55′ 6″ O | Stall          | | 32680011 | BW   |
| Zum Elm 6 52° 7′ 30″ N, 10° 55′ 5″ O | Wohnhaus       | Zweigeschossiger Fachwerkbau auf hohem Bruchsteinsockel unter Halbwalmdach in Ziegelpfannendeckung. Fachwerkgefüge mit zweifeldigen Streben und verputzter Ausfachung, zur Südseite achsenmittiger Zugang über zweiläufige und überdachte Treppe, darüber Jahrestafel. Westliche Giebelseite in Ziegelpfannenbehang. | 32680522 | BW   |

### Baudenkmale (Einzeln)
| Lage                                         | Bezeichnung | Beschreibung | ID       | Bild |
| -------------------------------------------- | ----------- | --- | -------- | ---- |
| Winkel 2 52° 7′ 27″ N, 10° 54′ 57″ O         | Wohnhaus    | Zweigeschossiger, giebelständiger Fachwerkbau auf Natursteinsockel unter Walmdach in Krempziegeldeckung. Westgiebel komplett in Natursteinmauerwerk. Fachwerkgefüge mit verputzter Ausfachung, südliches OG vorkragend mit profilierter Gebälkzone.                                                             | 32680731 | BW   |
| Winkel 5 52° 7′ 28″ N, 10° 54′ 55″ O         | Pfarrhaus   | Zweigeschossiger Fachwerkbau auf hohen Kalksteinsockel unter Halbwalmdach in Ziegelpfannendeckung. Südlich achsenmittiger Zugang hinter zweiläufiger Freitreppe, Fachwerkgefüge mit zwei sowie zweieinhalbfeldigen Streben und verputzter Ausfachung. Nordseite in vertikaler Holzverschalung mit Zierschnitt.  | 32680750 | BW   |
| Zum Elm 1 52° 7′ 37″ N, 10° 55′ 5″ O         | Wohnhaus    | Zweigeschossiges freistehendes Haus auf Natursteinsockel unter Halbwalmdach in Krempziegeldeckung. Südseite mit leicht außermittigen Hauptzugang, Fachwerkgefüge mit zweifeldigen Streben und verputzter Ausfachung. Nordfassade ganzflächig in Krempziegelbehang.                                              | 32680486 | BW   |
| Zum Elm 21 52° 7′ 35″ N, 10° 55′ 2″ O        | Wohnhaus    | Zweigeschossiger, giebelständiger Fachwerkbau auf hohem Natursteinsockel unter Schopfwalmdach in Ziegelpfannendeckung. Symmetrisches Fachwerkgefüge mit zweifeldigen Streben und verputzter Ausfachung. Eingang von Südseite über zweiläufige Freitreppe. Westgiebel und Giebeltrapez Ost in Krempziegelbehang. | 32680572 | BW   |
| Zum Weidenbusch 8 52° 7′ 30″ N, 10° 55′ 3″ O | Wohnhaus    | Zweigeschossiger Fachwerkbau auf Steinsockel unter Halbwalmdach in Ziegelpfannendeckung. Vorkragendes OG über als Profilband ausgestalteten Gebälk. Fachwerkgefüge mit zweifeldigen Streben und verputzter Ausfachung. Westlich Anbau mit höher liegendem Gebälk ohne Füllhölzer.                               | 32680467 | BW   |

## Wobeck

### Gruppe: Gut Wobeck
Die Gruppe hat die ID: 32631597.

| Lage                                         | Bezeichnung      | Beschreibung | ID       | Bild |
| -------------------------------------------- | ---------------- | --- | -------- | ---- |
| Zum Klostergut 3 52° 7′ 55″ N, 10° 53′ 20″ O | Parkgrundstück   | | 32681029 | BW   |
| Zum Klostergut 3 52° 7′ 58″ N, 10° 53′ 22″ O | Pächterwohnhaus  | Freistehendes, villenartiges Haus im Süden des Wirtschaftshofes. Queraufgeschlossener verputzter Massivbau auf Naturstein-Kellersockel unter steilem Walmdach in Falzziegeldeckung. Zur Südseite runder Risalit, von über Bogenfries auskragenden turmartigen Zwerchhaus unter schiefergedeckter Glockenhaube überfangen. Fenster in Natursteineinfassungen, im Risalit überhöht gekuppelt sowie mit Vorhangstürzen im DG. Westlich der Glockenhaube ein Zwerchhaus mit renaissanceartigen Zierfachwerk. | 32681012 |      |
| Zum Klostergut 5 52° 8′ 1″ N, 10° 53′ 23″ O  | Wohnhaus         | | 32681080 | BW   |
| Zum Klostergut 6 52° 8′ 2″ N, 10° 53′ 24″ O  | Landarbeiterhaus | Zweigeschossiger Massivbau in Naturstein-Schichtmauerwerk unter Satteldach in Krempziegeldeckung. Nordseite mit gekuppelten Fenstern mit Werkstein-Teilungspfeiler sowie Segmentbögen aus Ziegelsteinen. Südliche Hofseite mit Zugängen zu den einzelnen Wohnparzellen sowie differenzierter Fensteraufteilung. | 32680841 | BW   |

### Gruppe: Zum Klostergut 1, 2
Die Gruppe hat die ID: 32631623.

| Lage                                        | Bezeichnung          | Beschreibung | ID       | Bild |
| ------------------------------------------- | -------------------- | --- | -------- | ---- |
| Zum Klostergut 1 52° 8′ 1″ N, 10° 53′ 17″ O | Wohnhaus             | Zweigeschossiger, giebelständiger Fachwerkbau auf als Natursteinimitation verputzten Sockel unter Schopfwalmdach. Achsenmittiger Zugang zur Nordseite, symmetrisches Fachwerkgefüge mit zweifeldigen Streben und zweifacher Verriegelung, Ausfachung verputzt. Zur Ostseite zweigeschossiger Fachwerkanbau unter Satteldach. | 32680976 | BW   |
| Zum Klostergut 2 52° 8′ 1″ N, 10° 53′ 18″ O | Wohnhaus             | Zweigeschossiger Fachwerkbau auf Natursteinsockel (Schichtenmauerwerk und Werksteinquaderaufsatz) unter Schopfwalmdach in Krempziegeldeckung, die Firstziegel glasiert und Giebelspitzen bekrönt. Beidseitige Erschließung über die Traufseiten hinter Freitreppen aus Naturstein. Einfassung der Kellerfenster in Werkstein. Fachwerkgefüge mit gekuppelten Ständern, zweifacher Verriegelung und geschosshohen Streben, Ausfachungen verputzt.          | 32680993 | BW   |
| Zum Klostergut 2 52° 8′ 0″ N, 10° 53′ 18″ O | Scheune              | Fachwerkbau auf hohen Natursteinsockel unter Schopfwalmdach in Krempziegeldeckung. Fachwerk vierfach verriegelt mit annähernd geschosshohen Streben sowie Ausfachung in roten Ziegelmauerwerk sowie verputztem Naturstein. Hofseitig Wagenschauer mit Längseinfahrt zu beiden Giebelseiten, im Nordteil hofseitiges Schirmdach. | 32681335 | BW   |
| Zum Klostergut 2 52° 8′ 0″ N, 10° 53′ 18″ O | Stall                | Zweigeschossiger Fachwerk-Stall auf Natursteinsockel unter Satteldach. Fachwerkgefüge mit roter Ziegelausfachung, teils in verputztem Naturstein. Auf der Westseite Querdurchfahrt. | 32679943 | BW   |
| Zum Klostergut 2 52° 8′ 0″ N, 10° 53′ 17″ O | Stall                | Stall- und Lagergebäude mit Landarbeiterwohnteil im Norden. Zweigeschossiger Fachwerkbau auf Natursteinsockel unter Schopfwalmdach in Krempziegeldeckung. Hofseitig weit auskragendes Dach und Galerie auf vorgekragten, abgestrebten EG-Deckenbalken. Ausfachungen in überputzten Naturstein und rotem Ziegelmauerwerk. Am Nordgiebel hohe Natursteinwand als westliche Hofbegrenzung. Ausfachungen in überputzten Naturstein und rotem Ziegelmauerwerk. | 32679994 | BW   |
| Zum Klostergut 2 52° 8′ 1″ N, 10° 53′ 17″ O | Landarbeiterwohnhaus | Nördlicher Kopfbau der Stallscheune als zweigeschossiger Fachwerkbau mit teils massiv unterfangenen Erdgeschoss, dort drei Bogenstellungen, unter Schopfwalmdach. Zur Ostseite ein Zwerchhaus, Ausfachungen des Fachwerks teils in rotem Ziegelstein und teils in verputztem Natursteinmauerwerk. | 32680061 | BW   |

### Gruppe: Berliner Straße 18
Die Gruppe hat die ID: 32631610. Stattliche regionaltypische Hofanlage mit repräsentativen gut sowie einheitlich gestaltetem Wohnhaus und Wirtschaftsgebäuden aus der zweiten Hälfte des 19. Jh. mit einer in Sandstein gepflasterten Hoffläche und einem rückwärtigen Gartenbereich.

| Lage                                          | Bezeichnung | Beschreibung | ID       | Bild |
| --------------------------------------------- | ----------- | --- | -------- | ---- |
| Berliner Straße 18 52° 8′ 4″ N, 10° 53′ 19″ O | Stall       | Langgestreckter westlicher Wirtschaftsflügel in Sandstein-Schichtmauerwerk unter Satteldach in Ziegelpfannendeckung. Hofseitige Wirtschaftsöffnungen sowie Schirmdach, nördlich zwei niedrigere und eingezogene Kopfbauten unter Satteldach. | 32681116 | BW   |
| Berliner Straße 18 52° 8′ 3″ N, 10° 53′ 20″ O | Hoffläche   | | 32690464 | BW   |
| Berliner Straße 18 52° 8′ 3″ N, 10° 53′ 22″ O | Scheune     | Langgestreckter östlicher Wirtschaftsflügel als Natursteinbau unter Satteldach in Krempziegeldeckung, heute stützenlos als Reithalle genutzt. | 32681137 | BW   |
| Berliner Straße 18 52° 8′ 5″ N, 10° 53′ 21″ O | Wohnhaus    | Zweigeschossiger, breitgelagerter roter Ziegelbau auf hohem leicht vorspringendem Natursteinsockel unter flachgeneigtem Walmdach in Krempziegeldeckung. Zur Hofseite Schaufassade mit zwei Seitenrisaliten mit gekuppelten Fenstern sowie hoher geschwungener Freitreppe (Wangen aus Elmkalk, Trittstufen Granit) vor leicht außermittigen Eingang. Fenster in Stuckeinfassung der Neorenaissance. Im OG überhöht mit Fensterverdachungen und Betonung der Brüstungsbereiche, umlaufende Gurt und Traufgesimse in Putz. Fenster und Türen original erhalten. Süd- und Ostfassade mit Weinbewuchs. Im EG Saal (6x10m) mit einem bunt glasierten, 3,2 Meter hohen Kachelofen der Neorenaissance sowie Stuckaturen. | 32680895 | BW   |

### Baudenkmale (Einzeln)
| Lage                                          | Bezeichnung      | Beschreibung | ID       | Bild           |
| --------------------------------------------- | ---------------- | --- | -------- | -------------- |
| Berliner Straße 52° 8′ 2″ N, 10° 53′ 28″ O    | St.-Georg-Kirche | Rechteckiger Saalbau aus Natursteinmauerwerk unter Satteldach mit geradem Chorschluss und einem querrechteckigen Westturm. Südliche Vorhalle gleichzeitig Aufgang und Empore. Langhaus verputzt mit gefassten Rundbogenfenstern. Gebäudeecken durch Eckquaderungen im Lang-Kurz-Verband, Westturm im EG in Natursteinmauerwerk, Turmschaft verputzt. Öffnungen in Form eines Westportals, Lichtfenstern sowie Schallarkaden im Glockengeschoss, teils in Werksteineinfassungen mit Biforium. Walmdach in Ziegelpfannendeckung sowie hölzernen Dachreiter mit Wetterfahne. Im Inneren geschnitzter barocker Kanzelaltar von 1722, ein manieristisches Ölgemälde von 1613 sowie barocker Grabstein Anna von Mandelsloh. | 32680803 | Weitere Bilder |
| Berliner Straße 16 52° 8′ 4″ N, 10° 53′ 13″ O | Wohnhaus         | Zweigeschossiger Fachwerkbau auf Natursteinsockel unter Schopfwalmdach in Ziegelpfannendeckung. Südlicher achsenmittiger Zugang hinter Freitreppe, symmetrisches Fachwerkgefüge mit zweifeldigen Streben, einfacher Verriegelung und geschosshohen Streben, Ausfachungen in gestrichener Ziegelsetzung. Zu beiden Giebelseiten Fachwerkanbauten, Westseite unter Walmdach und Ostseite unter Pultdach, z.T. verputzte Ausfachungen in Lehmstein. | 32680858 | BW             |
| Berliner Straße 21 52° 8′ 2″ N, 10° 53′ 30″ O | Wohnhaus         | Zweigeschossiger Fachwerkbau auf Natursteinsockel unter Schopfwalmdach. Zur Südseite Freitreppe mit Hochpodest, dem achsenmittigen Zugang vorgelagert. Fachwerkgefüge mit zweifeldigen Streben und im EG zweifacher, im OG einfacher Verriegelung. Ausfachungen in gestrichener Ziegelsetzung, Giebelseiten im OG aufwärts in Ziegelpfannenbehang. | 32680921 |                |
| Elmstraße 4 52° 8′ 7″ N, 10° 53′ 20″ O        | Wohnhaus         | Zweigeschossiger Fachwerkbau in Geschossbauweise auf Natursteinsockel unter Satteldach in Krempziegeldeckung. Achsenmittiger Zugang zur Südseite, unregelmäßiges Fachwerkgefüge mit verputzter Ausfachung. EG auf Südseite in Bruchsteinmauerwerk, westlicher Gebäudeteil nördlich auskragend, dort erhöhte Dachneigung. Westliche Giebelseite sowie östliches Giebelfeld in Ziegelpfannendeckung. | 32680940 | BW             |
| Zur Schwemme 1 52° 8′ 0″ N, 10° 53′ 14″ O     | Wohnhaus         | Zweigeschossiger, queraufgeschlossener Fachwerkbau auf Natursteinsockel unter Schopfwalmdach in Krempziegeldeckung. Zur Südseite achsenmittiger Zugang sowie Obergeschossvorkragung über profiliert ausgestaltetem Gebälk. Unregelmäßige Gefache und zum Teil erhaltene alte Fenster, Ausfachungen zum Teil in Lehmstakung. | 32681097 | BW             |